# 50 Весов
50 Весов (лат. 50 Librae, HD 143459) — одиночная звезда в созвездии Весов на расстоянии приблизительно 450 световых лет (около 138 парсеков) от Солнца. Видимая звёздная величина звезды — +5,526m.

## Характеристики
50 Весов — белая звезда спектрального класса A0V. Радиус — около 4,49 солнечных, светимость — около 125,2 солнечных. Эффективная температура — около 10298 К.